# KUD "Karaševska zora"
Kulturno umjetničko društvo "Karaševska zora" iz Karaševa u Rumunjskoj je osnovano 1950. godine kada je grupa talentiranih mladih ljudi počela prezentirati običaje Hrvata u Rumunjskoj. 1966. društvo je dobilo svoj prvi naziv "Mladi Karaševi" (rum. "Tinerii Caraşoveni"), a 1967. ime se mijenja u "Karaševska zora" koje i danas nosi, čime se simbolički označila obnova i preporod.
Članovi društva izvode specifične plesove i grupno pjevanje izvornih pjesama starog hrvatskog iseljeništva u Rumunjskoj. Voditeljica "Karaševske zore" je Micola Gherea, a koreograf i predsjednik prof. Mihai Radan.

## Vanjske poveznice
Službena stranica udruge Hrvata u Rumunjskoj  Arhivirana inačica izvorne stranice od 22. svibnja 2009. (Wayback Machine)